# Bacino di Caniapiscau
Il bacino di Caniapiscau (in francese: réservoir de Caniapiscau – in inglese: Canapiscau Reservoir) 53°45′N 77°30′W è un grande lago artificiale a monte del fiume Caniapiscau nella regione amministrativa della Côte-Nord nella provincia canadese del Québec.
È il più grande bacino artificiale per superficie del James Bay Project, che alimenta la stazione di generazione di Brisay, e il secondo per dimensione del Canada.
I laghi naturali della regione si formarono circa novemila anni fa dalla ritirata dei ghiacciai dal Québec, dopo aver eroso e modellato lo scudo canadese per 90.000 anni.
Dal 1984, la maggior parte delle sue acque della zona sono state deviate verso ovest, verso il fiume La Grande.
Prima degli sbarramenti artificiali il lago Caniapiscau copriva una superficie di circa 470 km².
Ora il bacino creato colma una depressione nella parte centrale del Labrador e copre 4.318 km², ovvero circa quattro volte la dimensione dei laghi naturali inondati tra il 1981 e 1984.
Il bacino di drenaggio del nuovo lago è di circa 36.800 km².
L'area circostante il Canapiscau è interamente coperta dalla vegetazione della taiga, e dalla foresta boreale.
È una zona coperta in modo discontinuo da permafrost, accessibile via aereo e, dal 1981, da una strada sterrata proveniente dalla baia di James (la strada Transtaïga). La strada termina presso l'ex cantiere della Société d'énergie de la Baie-James, chiamato Caniapiscau.